# Cisticola aberdare
Cisticola aberdare е вид птица от семейство Cisticolidae. Видът е застрашен от изчезване.

## Разпространение
Видът е разпространен в Кения.